# Episodi de I gemelli Edison (prima stagione)
La prima stagione della serie televisiva I gemelli Edison è stata trasmessa in anteprima in Canada dalla CBC Television tra il 3 marzo 1984 e il 1º settembre 1984.
| nº | Titolo originale          | Titolo italiano | Prima TV Canada   | Prima TV Italia |
| -- | ------------------------- | --------------- | ----------------- | --------------- |
| 1  | The Code Affair           |                 | 3 marzo 1984      |                 |
| 2  | Phantom of the Auditorium |                 | 17 marzo 1984     |                 |
| 3  | Dogs                      |                 | 7 aprile 1984     |                 |
| 4  | Rock 'n' Roll Anniversary |                 | 21 aprile 1984    |                 |
| 5  | Voice from Beyond         |                 | 5 maggio 1984     |                 |
| 6  | Over the Rainbow          |                 | 19 maggio 1984    |                 |
| 7  | The Delinquent            |                 | 2 giugno 1984     |                 |
| 8  | Diamonds                  |                 | 16 giugno 1984    |                 |
| 9  | The U.F.O.                |                 | 7 luglio 1984     |                 |
| 10 | The Race                  |                 | 21 luglio 1984    |                 |
| 11 | Monster on the Bluffs     |                 | 4 agosto 1984     |                 |
| 12 | Twinners                  |                 | 18 agosto 1984    |                 |
| 13 | Robot                     |                 | 1º settembre 1984 |                 |